# Živko Pavlović
Ne pas confondre avec le peintre Živko Pavlović mort en 1850 ou 1851.
Pour les articles homonymes, voir Pavlović.
Živko Pavlović (en serbe cyrillique : Живко Павловић), né le 13 mars 1871 à Bašin en principauté de Serbie, et mort le 25 avril 1938 à Belgrade dans le royaume de Yougoslavie, est un militaire serbe. Il a atteint le grade de général de division. Il a été membre de l'Académie royale de Serbie.

## Biographie
Živko Pavlović est né le 13 mars 1871 à Bašin. 
Pendant la Première Guerre mondiale, alors qu'il était colonel, il a commandé la division de Šumadija de la Deuxième Armée serbe,. Vice-chef d'État-Major, il a été l'aide de camp et la « main droite » du voïvode Radomir Putnik.

## Distinctions
- Ordre de l'Aigle blanc
- Ordre de l'Étoile de Karageorge
- Ordre royal de Saint-Sava